# 陽明門
陽明門（ようめいもん）は、平安京大内裏の外郭十二門の1つ。左衛門府が警固を担当した。

## 概要
大内裏の東面、待賢門の北、上東門の南。大宮大路に面し、近衛大路に向かう。大きさは5間、戸3間だった。
延暦13年（794年）、宮城経営のとき備前国が造営し、山氏がこれを監したことがその名称の由来（やま → やうめい）。当初は「県犬養門」、「山門」といった。門内に左近衛府の建物があったため「近衛御門」と呼ばれた。弘仁9年（818年）、額を改め、嵯峨天皇の筆額を掲げた。